# Тепляков, Дмитрий Михайлович
Дмитрий Михайлович Тепляков (Пустой шаблон {{ВД-Преамбула}} ) — советский и российский хоккеист, мастер спорта России (1995). Тренер.

## Биография
Воспитанник СДЮШОР «Крылья Советов», тренеры Владимир Репнёв, Александр Зарубин. Играл за команды ШВСМ-МЦОП Москва (1988/89), СКА МВО (1989/90 — 1990/91), «Кристалл» Электросталь (1991), «Крылья Советов» (1991/92 — 1992/93, 2000/01 — 2002/03), венгерские «Ференцварош» (1993/94 — 1994/95) и «Дунаферр» (1995/96 — 1996/97), чешскую «Спарту» Прага (два матча в плей-офф 1994), ЦСКА (1997/98 — 1999/2000), «Титан» Клин (2003/04 — 2004/05).
Детский тренер в московских школах «Пингвины» (2004—2005), «Серебряные акулы» (2005—2011).
С 2021 года — спортивный руководитель Ночной хоккейной лиги.